# Marks (Russie)
Pour les articles homonymes, voir Marks et Marx.
Marks ou Marx (en russe : Маркс / Marks) est une ville de l'oblast de Saratov, en Russie, et le centre administratif du raïon de Marks. Sa population s'élevait à 28 321 habitants en 2025.

## Géographie
Marx est située sur la rive gauche de la Volga, à 55 kilomètres au nord-est de Saratov et à 751 kilomètres au sud-est de Moscou. Marx et Engels, située plus en aval sur la rive gauche du fleuve, sont éloignées d'environ 51 kilomètres à vol d'oiseau.

## Histoire
L'origine de la ville est une colonie allemande, nommée Baronsk, fondée en 1767 par des Allemands du Brabant (aujourd'hui en Belgique). Elle fut rebaptisée Iekaterinenstadt, en l'honneur de Catherine II. En 1918, le statut de ville lui fut accordé et en 1920 elle fut renommée Marxstadt, en hommage à Karl Marx. En 1941, lors de la russification des noms allemands ordonnée par Staline, Marxstadt devient Marks ou Marx. Un grand nombre de ses habitants sont déportés au début de la Grande Guerre patriotique (1941-1945) par Staline au Kazakhstan ou au Kirghizstan et sont remplacés par des Russes ou des représentants d'autres ethnies. Certains Allemands reviennent ici après la déstalinisation. Un nombre important des Allemands de la Volga ont émigré en Allemagne au cours des années 1990.

## Population
Recensements (*) ou estimations de la population
| 1897* | 1926*  | 1931   | 1939*  | 1959*  | 1970*  |
| ----- | ------ | ------ | ------ | ------ | ------ |
| 6 000 | 12 457 | 13 100 | 16 100 | 13 098 | 17 132 |

| 1979*  | 1989*  | 2002*  | 2010*  | 2012   | 2013   |
| ------ | ------ | ------ | ------ | ------ | ------ |
| 25 710 | 31 908 | 32 849 | 31 531 | 31 592 | 31 724 |

## Économie
Dans la ville existent deux grandes entreprises : les usines Volgadizelapparat (en russe : Волгадизельаппарат), qui fabrique des pièces pour moteurs diesel, et Agat (Агат). Il y a également des usines de fabrication de beurre et de fromages et une brasserie.

## Patrimoine
- Église du Christ-Roi de Marx (catholique)
- Église luthérienne
- Ancien lycée de jeunes filles

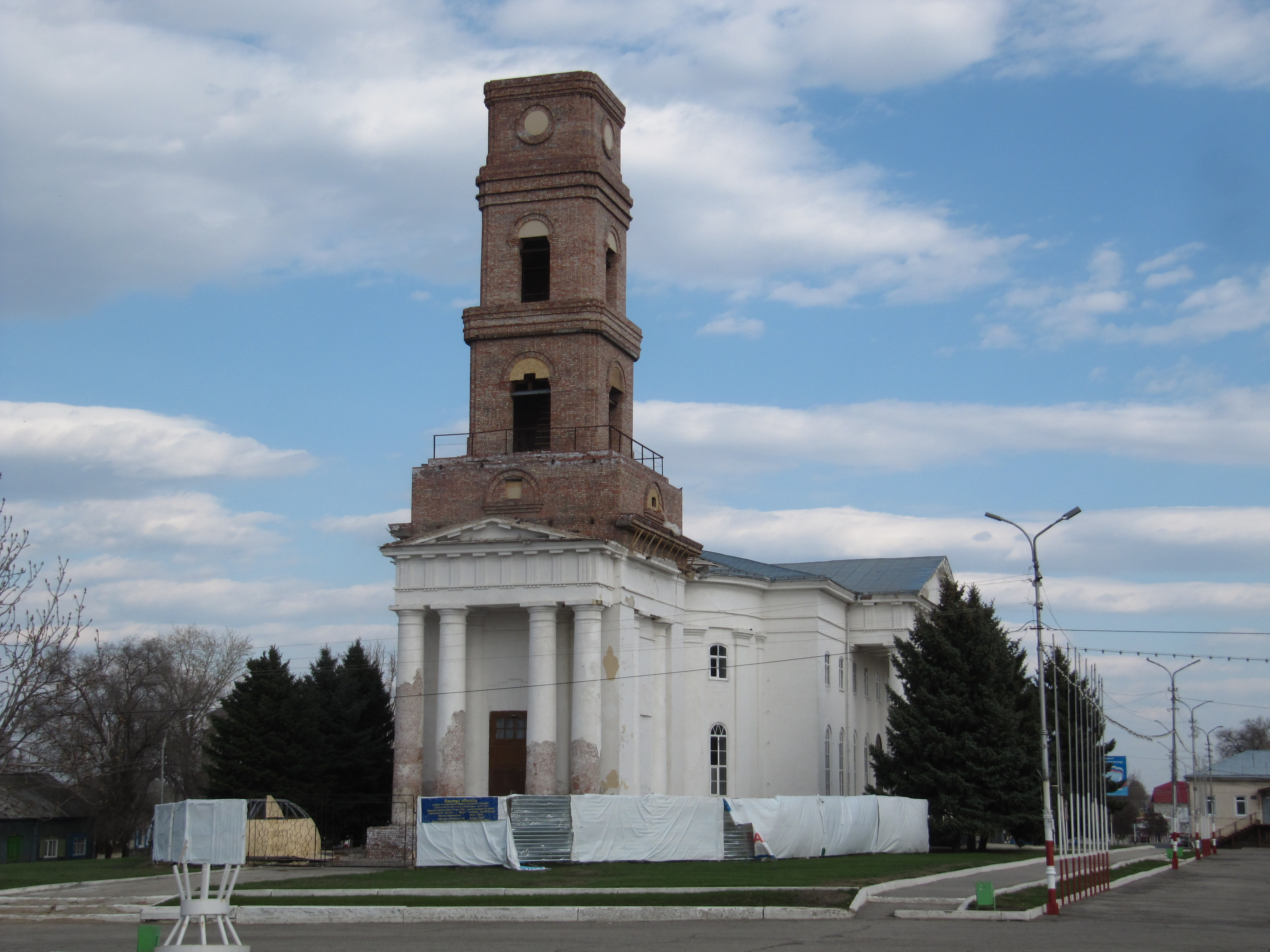
L'ancienne église luthérienne, inscrite au patrimoine régional
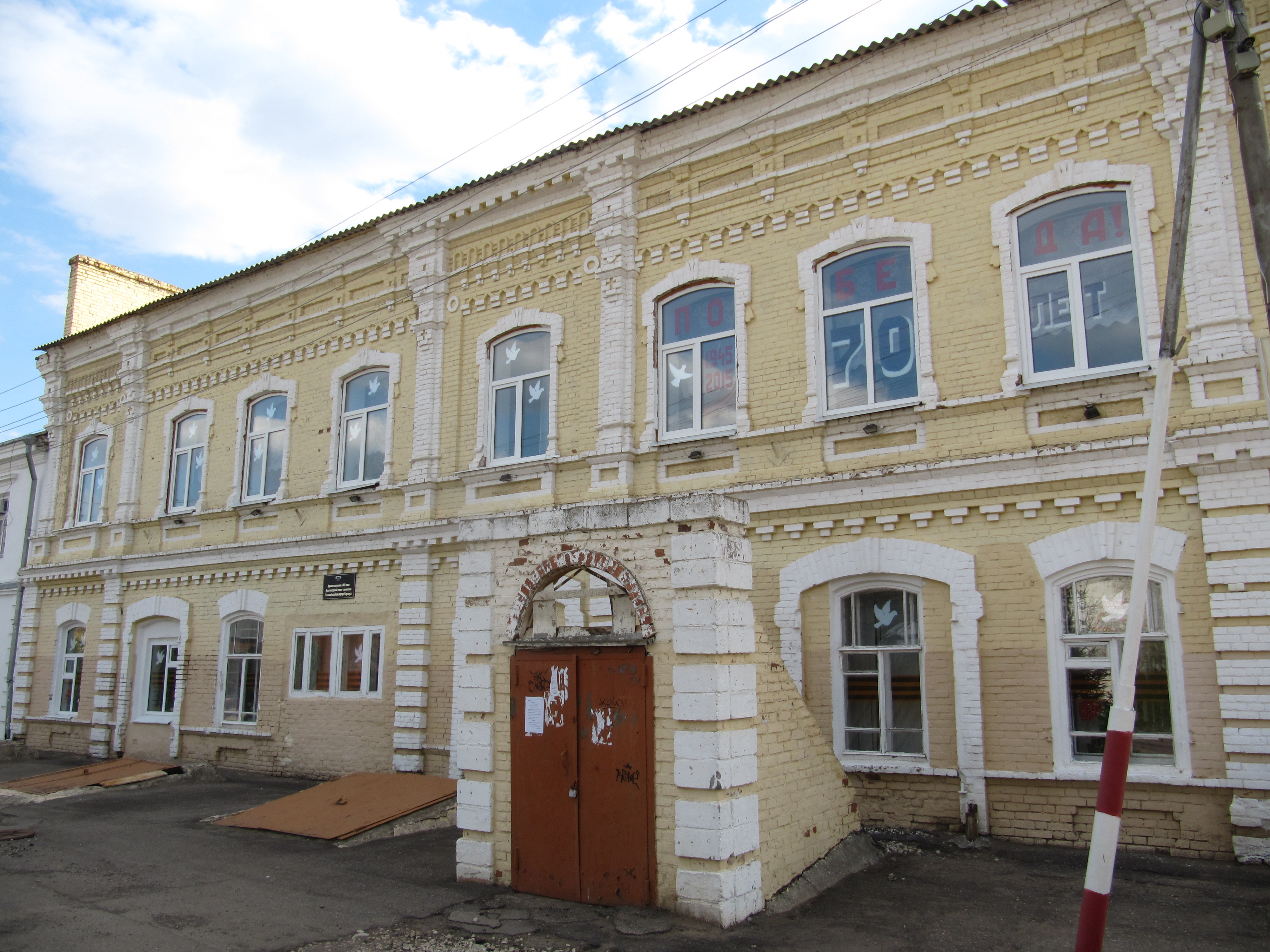
Ancienne maison du marchand Kerner, inscrite au patrimoine régional
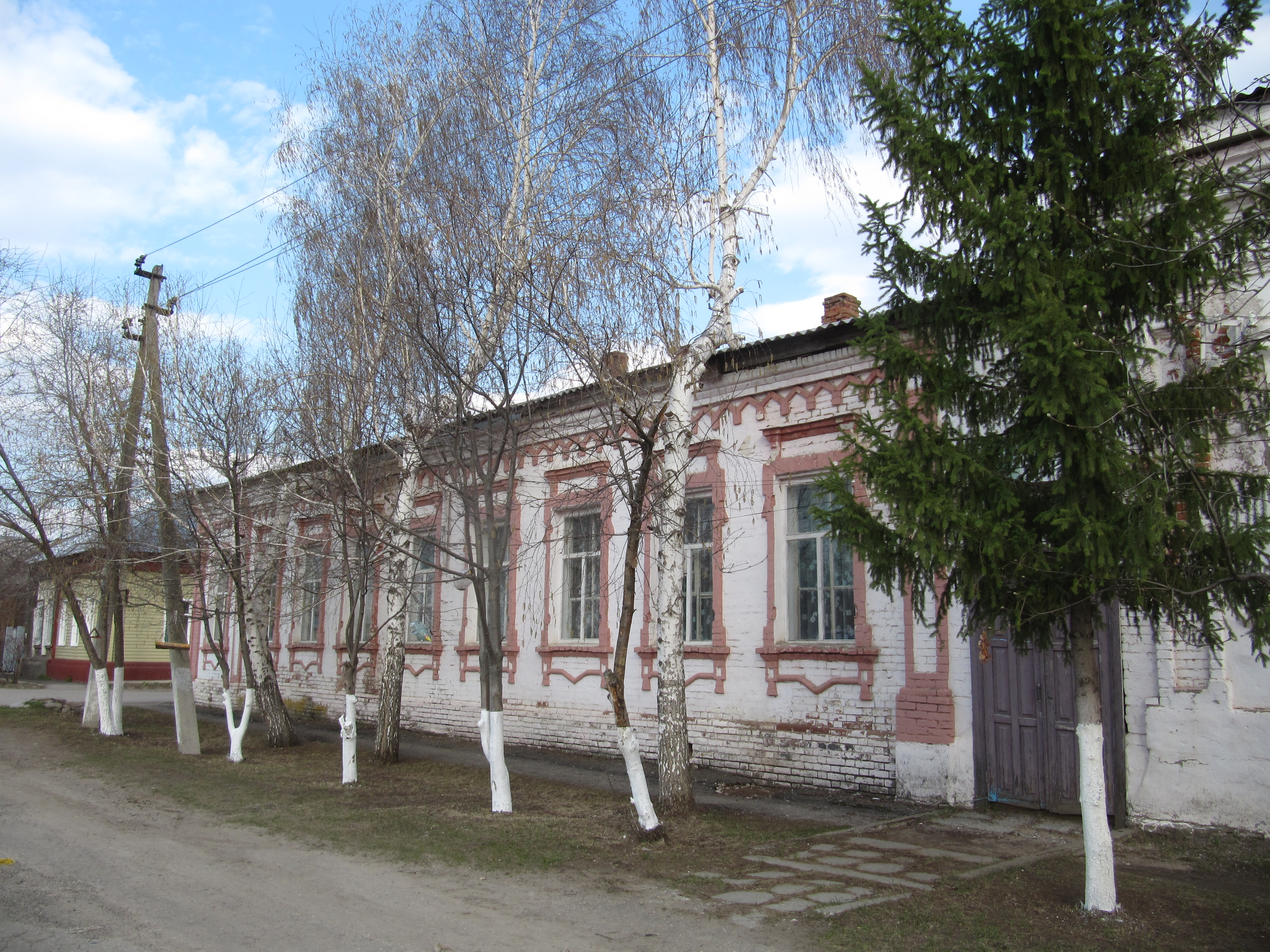
L'ancien lycée de jeunes filles, inscrit au patrimoine régional
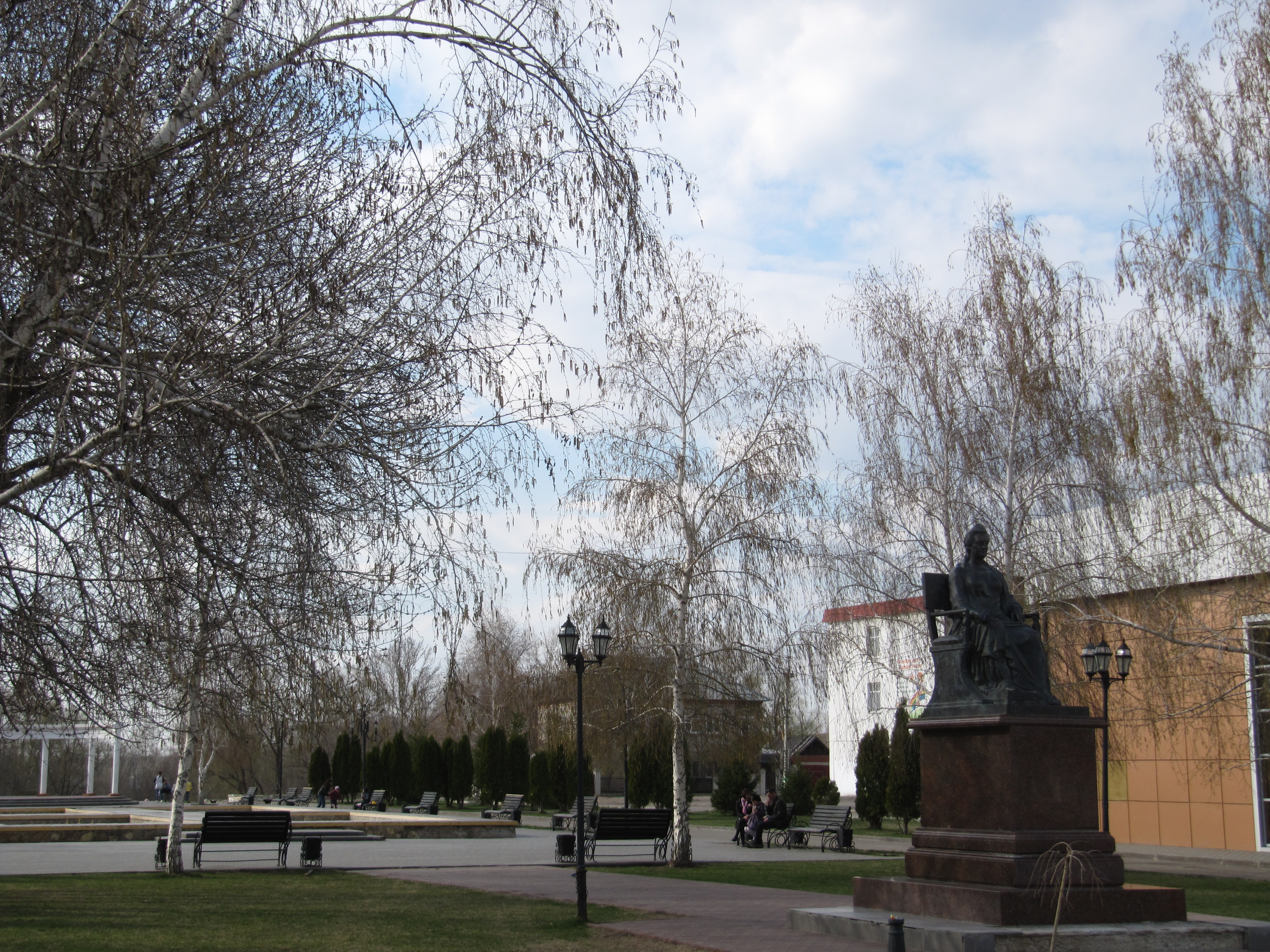
Statue de Catherine II élevée en 2007 par des associations de Russes d'origine allemande et d'Allemands de l'étranger
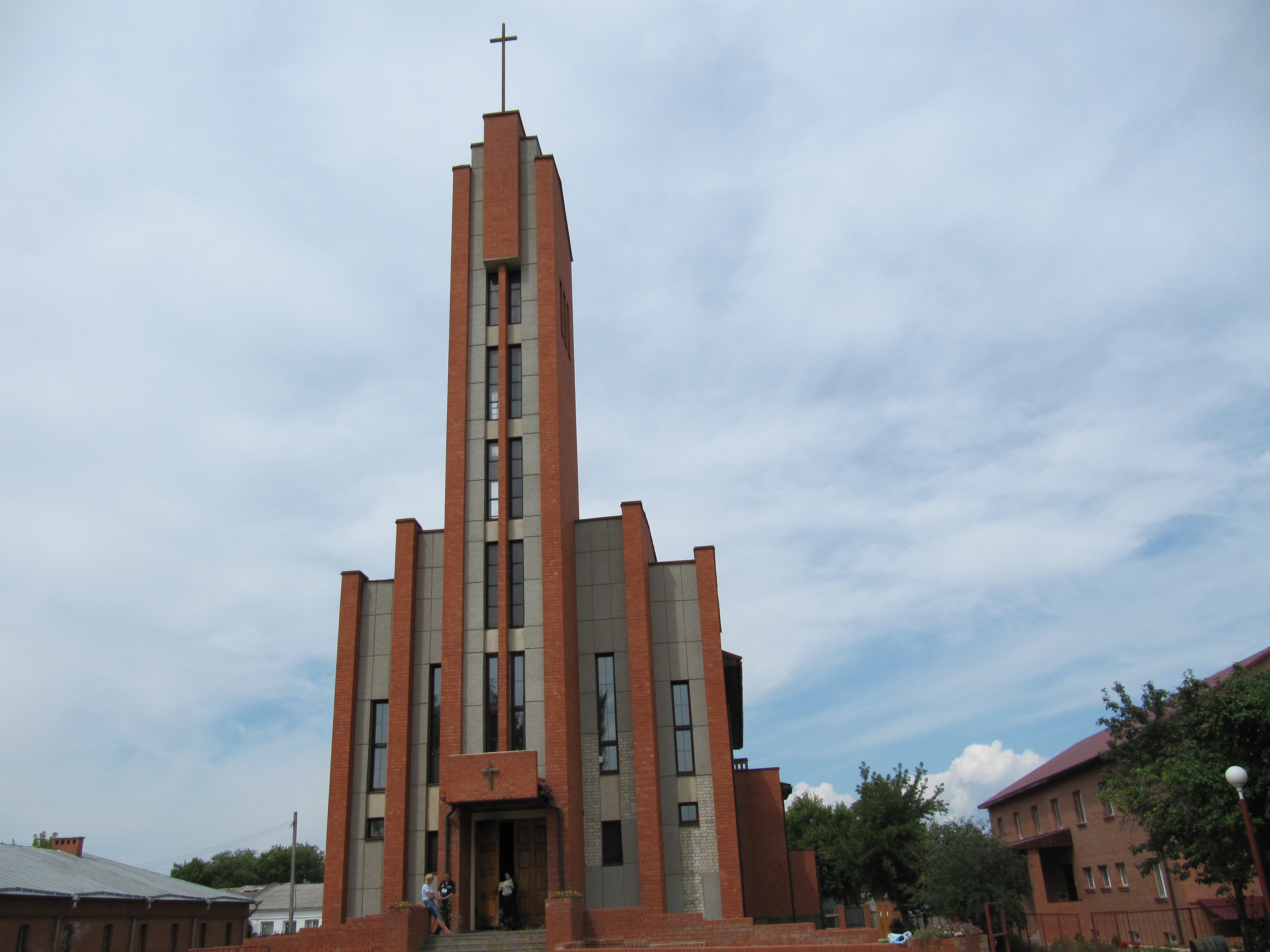
Façade de l'église du Christ-Roi

## Personnalités
- Küf Kaufmann (°1947) : metteur en scène et auteur allemand
- Hugo Wormsbecher (°1938) : auteur russe germanophone d'origine allemande, porte-parole des Allemands de la Volga